# Poloni (kommun)
Poloni är en kommun i Brasilien.   Den ligger i delstaten São Paulo, i den södra delen av landet, 600 km söder om huvudstaden Brasília. Antalet invånare är 5 395.
Följande samhällen finns i Poloni:
- Poloni

Omgivningarna runt Poloni är en mosaik av jordbruksmark och naturlig växtlighet. Runt Poloni är det ganska tätbefolkat, med 60 invånare per kvadratkilometer.